# Arminghow Gill
Der Arminghow Gill ist ein Wasserlauf im Lake District, Cumbria, England. Er entsteht südlich des Great Arminghow und fließt in westlicher Richtung, bis er beim Zusammentreffen mit dem Smallstone Beck den Birker Beck genannten Oberlauf des Stanley Ghyll Beck bildet.